# Andreas Laubmajer

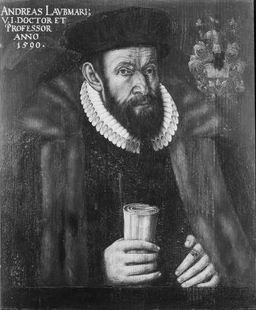
Andreas Laubmajer – Ölbildnis von Hans Ulrich Alt in der Tübinger Professorengalerie, 1590

Andreas Laubmajer (* 1538 in Stuttgart; † 19. August 1604 in Tübingen) war ein deutscher Jurist.

## Leben
Andreas Laubmajer war Sohn eines Bürgers in Stuttgart. An der Tübinger Universität wurde er am 15. September 1556 immatrikuliert, am 23. März 1558 zum Bakkalaureus und am 10. August 1559 zum Magister graduiert. 1560 wurde er Konrektor des Pädagogiums Stuttgart, bereits im Jahr darauf Professor der Philosophie an der Universität Tübingen. Von 1562 bis 1572 Präzeptor von Herzog Eberhard und Herzog Ludwig.
Laubmajer wurde am 23. November 1573 zum Doktor beider Rechte promoviert. Von 1582 bis 1604 wirkte er als Professor der Rechte an der Tübinger Universität, von 1589 bis 1595 war er ihr Rektor.